# Daraboshegy
Daraboshegy (Duits: Stücklberg) is een plaats (község) en gemeente in het Hongaarse comitaat Vas. Daraboshegy telt 105 inwoners (2001).